# Gymnostachyum langbianense
Gymnostachyum langbianense är en akantusväxtart som beskrevs av Raymond Benoist. Gymnostachyum langbianense ingår i släktet Gymnostachyum och familjen akantusväxter. Inga underarter finns listade i Catalogue of Life.